# Boris Zidarič
Boris Zidarič, slovenski pravnik in gospodarstvenik, * 4. september 1919, Trst, † 28. februar 1995, Ljubljana.

## Življenje in delo
Leta 1946 je doktoriral na ljubljanski PF. Med vojno ga je fašistična policija zaradi sodelovanja z OF aretirala. Na 2. tržaškem procesu decembra 1941 je bil obsojen na 6 let zapora. Po kapitulaciji Italije je bil decembra 1943 izpuščen iz zapora, ter po večmesečnem delu v ilegali ponovno aretiran in poslan v koncentracijsko taborišče Buchenwald. Po vojni je deloval v gospodarskih in zunanjetrgovinskih organizacijah, od tega 24 let v Gospodarski zbornici Jugoslavije (vodja gospodarskih predstavništev v Mehiki, Španiji in Trstu) ter GZS. Kot podpredsednik GZS (1974-1981) se je ukvarjal zlasti z deželami v razvoju in obmejnimi gospodarskimi stiki.